# Hollister (Idaho)
Hollister é uma cidade localizada no estado americano de Idaho, no Condado de Twin Falls.

## Demografia
Segundo o censo americano de 2000, a sua população era de 237 habitantes.
Em 2006, foi estimada uma população de 235, um decréscimo de 2 (-0.8%).

## Geografia
De acordo com o United States Census Bureau tem uma área de
2,6 km², dos quais 2,6 km² cobertos por terra e 0,0 km² cobertos por água. Hollister localiza-se a aproximadamente 1428 m acima do nível do mar.

## Localidades na vizinhança
O diagrama seguinte representa as localidades num raio de 32 km ao redor de Hollister.